# Yamatosaurus
Yamatosaurus izanagii — вид птахотазових динозаврів родини гадрозаврових (Hadrosauridae). Динозавр існував у кінці крейдового періоду (72 млн років тому) на території сучасної Японії.

## Історія

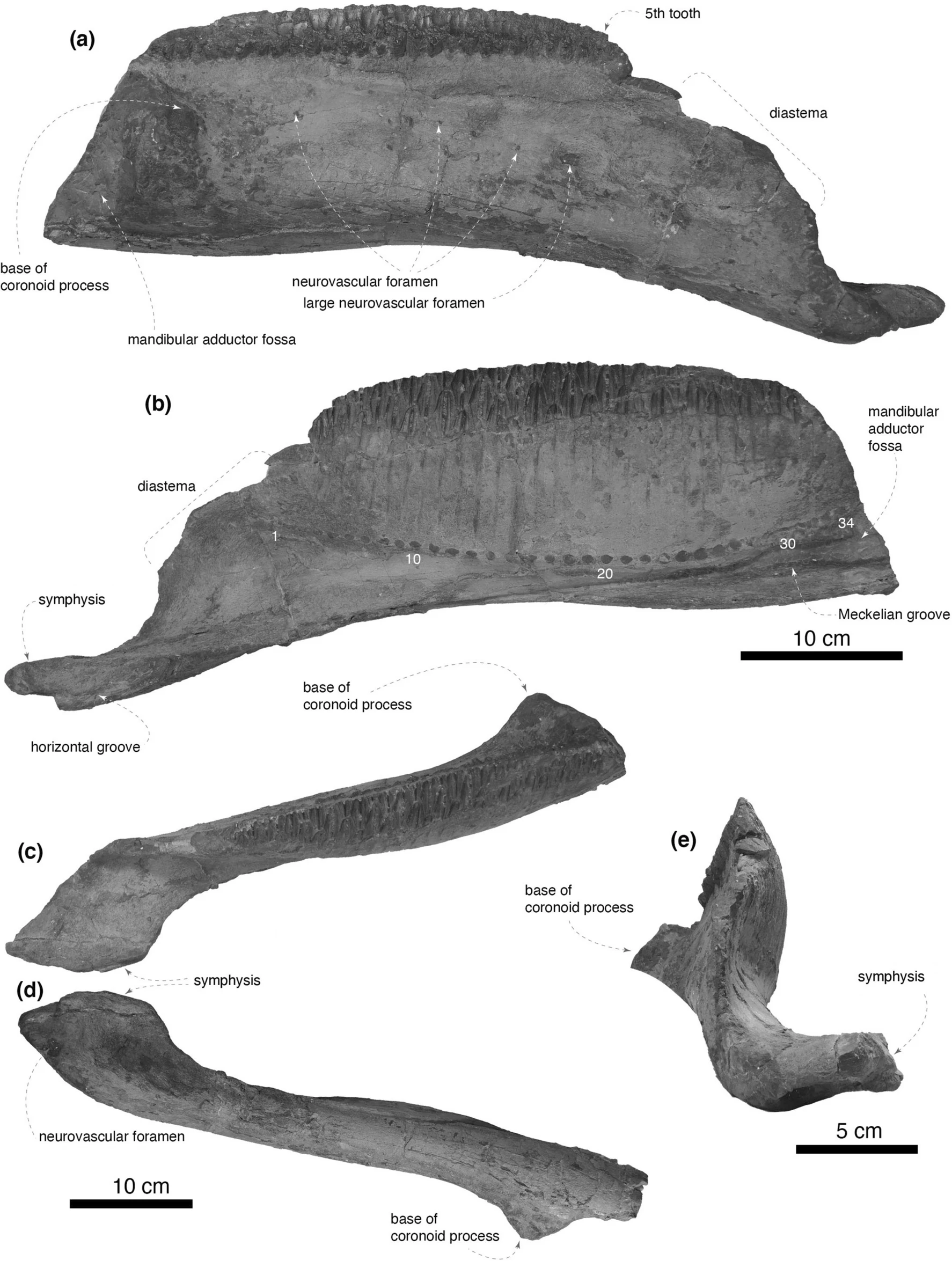
Голотипна зубна кістка з чотирьох ракурсів

Скам'янілі рештки динозавра знайдені у 2004 році відкладеннях формації Кіта-Ама на острові Авадзі в Японії. Виявлено частину правої нижньої щелепи, дванадцять зубів, чотири шийних хребці, три ребра, частковий правий коракоїд і хвостовий хребець. На основі решток у 2021 році описано нові рід та вид Yamatosaurus izanagii.
Родова назва Yamatosaurus походить від історичного регіону Яматай (або Ямато). Видовий епітет izanagii відноситься до божества Ідзанаґі, яке створило вісім островів у Ямато: Авадзі (де був виявлений голотип), Сікоку, Окі, Кюсю, Ікі, Цусіма, Садо та Хонсю.

## Філогенія
|               | Yamatosaurus                                                     |
|               |                                                                  |
| Euhadrosauria | \| \| Saurolophinae \| \| \| \| \| \| Lambeosaurinae \| \| \| \| |
|               | \| \| Saurolophinae \| \| \| \| \| \| Lambeosaurinae \| \| \| \| |
|               | Saurolophinae                                                    |
|               |                                                                  |
|               | Lambeosaurinae                                                   |
|               |                                                                  |

|  | Saurolophinae  |
|  |                |
|  | Lambeosaurinae |
|  |                |

|               | Yamatosaurus                                                     |
|               |                                                                  |
| Euhadrosauria | \| \| Saurolophinae \| \| \| \| \| \| Lambeosaurinae \| \| \| \| |
|               | \| \| Saurolophinae \| \| \| \| \| \| Lambeosaurinae \| \| \| \| |
|               | Saurolophinae                                                    |
|               |                                                                  |
|               | Lambeosaurinae                                                   |
|               |                                                                  |

|  | Saurolophinae  |
|  |                |
|  | Lambeosaurinae |
|  |                |